# Coupe de Serbie masculine de volley-ball
La coupe de Serbie-et-Monténégro a succédé à la coupe de Yougoslavie à partir de la saison 1991-1992 pour l'État constitué de la Serbie, du Monténégro et de la Vojvodine (appelé également Yougoslavie jusqu'en 2003).

## Palmarès

### 1992–1999
| - 1992 : Vojvodina Novi Sad - 1993 : Crvena Zvezda Belgrade - 1994 : Vojvodina Novi Sad - 1995 : Vojvodina Novi Sad | - 1996 : Vojvodina Novi Sad - 1997 : Crvena Zvezda Belgrade - 1998 : Vojvodina Novi Sad - 1999 : Crvena Zvezda Belgrade |

### 2000–2009
| - 2000 : Buducnost Banka Pogdoricka - 2001 : Budvanska Rivijera Budva - 2002 : Budvanska Rivijera Budva - 2003 : Vojvodina Novi Sad - 2004 : Vojvodina Novi Sad | - 2005 : Vojvodina Novi Sad - 2006 : Non disputée - 2007 : Vojvodina Novi Sad - 2008 : OK Radnički Kragujevac - 2009 : Crvena Zvezda Belgrade |

### 2010–2019
| - 2010 : Vojvodina Novi Sad - 2011 : Crvena Zvezda Belgrade - 2012 : Vojvodina Novi Sad - 2013 : Crvena Zvezda Belgrade - 2014 : Crvena Zvezda Belgrade | - 2015 : Vojvodina Novi Sad - 2016 : Crvena Zvezda Belgrade - 2017 : Novi Pazar - 2018 : Novi Pazar - 2019 : Crvena Zvezda Belgrade |

### 2020–...
| - 2020 : Vojvodina Novi Sad - 2021 : OK Ribnica Kraljevo - 2022 : Partizan Belgrade - 2023 : Partizan Belgrade - 2024 : Vojvodina Novi Sad - 2025 : OK Radnički Kragujevac |